# Barx
Barx (spanisch Bárig) ist eine spanische Gemeinde (Municipio) mit 1.498 Einwohnern (Stand: 2024) in der Valencianischen Gemeinschaft, in der Comarca La Safor. Zur Gemeinde gehört neben dem Hauptort Barx auch die Siedlung La Drova.

## Lage
Barx liegt nahe der Costa del Azahar (Mittelmeerküste) in einer Höhe von ca. 325 m. Die Provinzhauptstadt Valencia liegt etwa 60 Kilometer in nordnordwestlicher Richtung.

## Geschichte
| Jahr      | 1900 | 1930 | 1950 | 1960 | 1970 | 1981 | 1991 | 2001  | 2011  | 2021  |
| --------- | ---- | ---- | ---- | ---- | ---- | ---- | ---- | ----- | ----- | ----- |
| Einwohner | 489  | 838  | 976  | 990  | 880  | 967  | 995  | 1.248 | 1.360 | 1.354 |

## Kultur und Sehenswürdigkeiten
- Michaeliskirche (Església de Sant Miqel)
- Peterskapelle in La Drova
- Cueva de las Malladetes (Bilderhöhle)

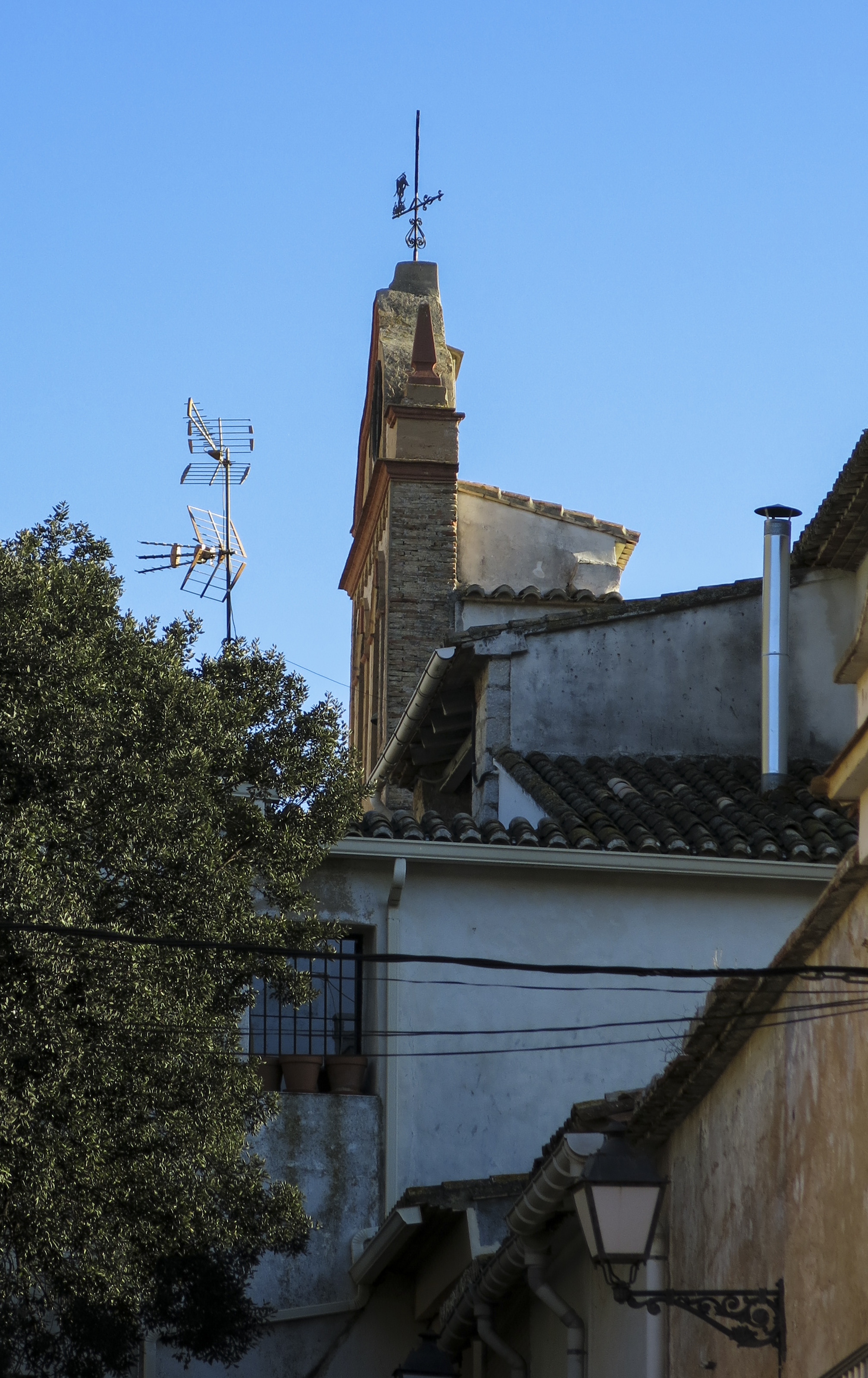
Michaeliskirche